# Campionat del Món de motocròs 1966
La temporada de 1966 del Campionat del Món de motocròs fou la 10a edició d'aquest campionat, organitzat per la FIM. El calendari oficial constava de 14 Grans Premis, celebrats entre el 17 d'abril i el 21 d'agost.

## Sistema de puntuació
Barem de puntuació de 1952 a 1969:
| Posició | 1 | 2 | 3 | 4 | 5 | 6 |
| Punts   | 8 | 6 | 4 | 3 | 2 | 1 |

| Resultats que computen                         |
| 1/2 + 1 dels GP (cal acabar-hi les 2 mànegues) |

## 500 cc
Paul Friedrichs guanyà el primer dels seus 3 títols consecutius, essent a més a més el primer a guanyar-ne un de 500 cc cc amb una motocicleta amb motor de dos temps.

### Classificació final
| Posició | Pilot           | Motocicleta     | Punts          |
| ------- | --------------- | --------------- | -------------- |
| 1       | Paul Friedrichs | ČZ              | 62 net/66 brut |
| 2       | Rolf Tibblin    | ČZ              | 40 net/43 brut |
| 3       | Jeff Smith      | BSA             | 37 net/37 brut |
| 4       | Vlastimil Valek | Jawa-CZ         | 34 net/41 brut |
| 5       | Dave Bickers    | ČZ              | 32 net/32 brut |
| 6       | Jan Johansson   | Lindström       | 18             |
| 7       | Ígor Grigóriev  | ČZ              | 9              |
| 8       | Don Rickman     | Métisse-Triumph | 8              |
| 8       | Arthur Lampkin  | BSA             | 8              |
| 8       | Víktor Arbékov  | ČZ              | 8              |
| 8       | Chris Horsfield | ČZ              | 8              |
| 12      | Bengt Åberg     | Métisse-Triumph | 6              |

## 250 cc

### Classificació final
| Posició | Pilot              | Motocicleta | Punts          |
| ------- | ------------------ | ----------- | -------------- |
| 1       | Torsten Hallman    | Husqvarna   | 58 net/73 brut |
| 2       | Joël Robert        | ČZ          | 49 net/49 brut |
| 3       | Petr Dobry         | ČZ          | 40 net/40 brut |
| 4       | Víktor Arbékov     | ČZ          | 36 net/36 brut |
| 5       | Olle Pettersson    | Husqvarna   | 29 net/30 brut |
| 6       | Åke Jonsson        | Husqvarna   | 28             |
| 7       | Roger De Coster    | ČZ          | 23             |
| 8       | Gunnar Draougs     | ČZ          | 10             |
| 9       | Åke Tornblom       | ČZ          | 8              |
| 10      | Ivan Polas         | ČZ          | 8              |
| 11      | Fritz Betzelbacher | Montesa     | 5              |
| 12      | Don Rickman        | Bultaco     | 4              |
| 12      | Lanfranco Angelini | ČZ          | 4              |
| 12      | Jan Blomqvist      | Husqvarna   | 4              |
| 12      | Jyrki Storm        | Husqvarna   | 4              |
| 12      | Marcel Wiertz      | Bultaco     | 4              |
| 12      | Fred Willamowski   | ČZ          | 4              |

Notes
1. ↑  52 segons altres fonts.
2. ↑  47 segons altres fonts.
3. ↑  D'altres fonts documenten com a cinquè classificat Jonsson i com a sisè, Pettersson (tots dos amb 28 punts).

## Resum: Podi final 1966
|           | 500 cc          | 500 cc | 250 cc          | 250 cc    |
| Campió    | Paul Friedrichs | ČZ     | Torsten Hallman | Husqvarna |
| Subcampió | Rolf Tibblin    | ČZ     | Joël Robert     | ČZ        |
| Tercer    | Jeff Smith      | BSA    | Petr Dobry      | ČZ        |